# Ларин, Владимир Алексеевич
Влади́мир Алексе́евич Ла́рин (р. 9 января 1948, Ленинград) — российский гобоист, исполнитель на английском рожке и музыкальный педагог, солист оркестра театра оперы и балета имени Кирова и оркестра русских народных инструментов имени В. В. Андреева, заслуженный артист РСФСР (1989).

## Биография
В 1968 году Владимир Ларин окончил Ленинградское музыкальное училище имени Римского-Корсакова по классу Семёна Ильясова. Затем он продолжил обучение в Ленинградской консерватории и закончил её в 1976 году под руководством Александра Паршина.
С 1973 по 1983 год Ларин был солистом оркестра русских народных инструментов имени В. В. Андреева. В 1986 году он стал солистом оркестра театра оперы и балета имени Кирова. В 1989 году Ларину было присвоено звание заслуженный артист РСФСР. Он преподавал в музыкальном училище имени Пушкина.